# Stubica (Nikšić)
Stubica (en serbe cyrillique: Стубица) est un village de l'ouest du Monténégro, dans la municipalité de Nikšić.

## Démographie

### Évolution historique de la population[1]
| 1948 | 1953 | 1961 | 1971 | 1981 | 1991 | 2003 |
| ---- | ---- | ---- | ---- | ---- | ---- | ---- |
| 580  | 473  | 349  | 282  | 169  | 72   | 68   |